# 巨座殼屬
巨座殼屬（學名：Magnaporthe）是子囊菌門的一個屬，屬於糞殼菌綱巨座殼目巨座殼科。本屬共有五種物種，其中許多是可以感染穀物的植物病原菌。
本屬物種的子囊孢子皆呈紡錘狀，具有三個隔膜，子囊果為黑色的子囊殼。夏季斑枯病菌與M. rhizophila的分生孢子與瓶黴菌屬物種的分生孢子類似，且只感染宿主的根部，其他三個物種的分生孢子則與梨孢黴屬類似，合軸（sympodial）生長於分生孢子梗上，可以感染宿主的莖部與葉部（稻熱病菌亦可從根部感染水稻）。另外，稻小粒菌核病菌可形成菌核，稻熱病菌則否。
稻熱病菌最早於1880年從馬唐分離，當時被命名為Pyricularia grisea，1892年又從水稻中分離此菌，命名為Pyricularia oryzae，兩者雖有一些形態差異，但當時被認為是同種，故兩學名為同物異名。近年分子種系發生學的研究顯示稻熱病菌為一複合種，至少包含兩種不能互相雜交的物種，其中從馬唐屬植物中分離出來的物種是較狹義的M. grisea，從水稻等其他植物中分離者則被新命名為M. oryzae。

## 下属物种
本属包括以下物种：
- 稻熱病菌 Magnaporthe grisea  (T.T.Hebert) M.E.Barr = Pyricularia grisea Cooke ex Sacc.
- 稻熱病菌 Magnaporthe oryzae B.C.Couch， 2002，稻瘟病菌 = Pyricularia oryzae Cavara，1892
- 夏季斑枯病菌（英语：Magnaporthe poae） Magnaporthe poae Landsch. & N.Jacks.， 1989 = Magnaporthiopsis poae (Landsch. & N.Jacks.) J.Luo & N.Zhang， 2013
- Magnaporthe rhizophila D.B.Scott & Deacon， 1983 = Magnaporthiopsis rhizophila (D.B.Scott & Deacon) J.Luo & N.Zhang， 2013
- 稻小粒菌核病菌（英语：Magnaporthe salvinii） Magnaporthe salvinii (Catt.) R.A.Krause & R.K.Webster, 1972 = Nakataea oryzae (Catt.) J.Luo & N.Zhang, 2013